# The Kids Are Alright (chanson)
Pour l'article sur le film homonyme, voir The Kids Are Alright (film). Pour l'article sur la bande-son du film, voir The Kids Are Alright (album).
Pour les articles homonymes, voir The Kids Are Alright.
Singles de The Who
A Legal Matter
(1966) I'm a Boy
(1966)
Pistes de My Generation
My Generation Please, Please, Please
The Kids Are Alright est une chanson du groupe de rock britannique The Who écrite par le guitariste du groupe Pete Townshend. Elle apparaît sur l'album My Generation sorti en 1965. Cette chanson et la chanson-titre de l'album sont devenus des hymnes pour les Who pour le mouvement Mod de l'Angleterre des années 1960. Ce fut aussi le nom du documentaire sur le groupe paru en 1979.

## Genèse et enregistrement
La chanson a été enregistrée peu après minuit pendant la session d'enregistrement de la chanson My Generation. La rumeur dit que l'auteur de la chanson, Pete Townshend, a entendu une pièce d'Henry Purcell au piano, et décida à retravailler la mélodie et l'harmonie de la chanson.

## Réception
Une version raccourcie sortit en single aux États-Unis en juillet 1966. Elle atteignit le numéro 106 au Billboard et le 85 au Cash Box. D'autre part, cette chanson parut également en Europe, sans la permission du groupe, en version complète. Elle atteignit la 41e place en Angleterre, et la huitième en Suède.

## Caractéristiques artistiques
La chanson consiste en une simple progression de trois accords en tonalité de ré. Ici, Pete Townshend offre le versant le plus doux et éthéré de ses compositions. La piste de guitare est simple et limpide; de nombreuses harmonies vocales accentuent le caractère léger et nostalgique de cette chanson. La batterie de Keith Moon, bien que placée un peu en retrait, est très énergique. 
Les paroles semblent désigner quelqu'un qui se moque que sa petite amie soit entourée d'autres hommes; montrant un certain optimisme.
Dans les représentations en concert de la chanson en 2000, les Who ont ajouté une plus longue section à la fin de The Kids Are Alright, qui présentent des paroles quelque peu improvisées. Après la mort de John Entwistle, ces paroles lui faisaient référence et son amour pour le vin rouge, qui inspira plus tard la chanson Old Red Wine, chanson-hommage à Entwistle.

### Reprises
La chanson a été reprise par beaucoup de groupes tels que The Queers, Hi-Standard, Goldfinger, Dropkick Murphys, Green Day et Pearl Jam.
Elle a aussi fait l'objet d'un enregistrement par Keith Moon, le batteur des Who, en 1975 dans son album solo Two Sides of the Moon : la section instrumentale de batterie accompagnée de simples accords de guitare est d'une grande virtuosité et constitue certainement l'un des meilleurs exemples de son style anarchique et fluide.